# Pterodactyl Ascender
Pterodactyl Ascender je družina domazgrajenih ultralahkih letal, ki so jih izdelovali pri Pterodactyl Limited v letih 1979−1984, trenutno pa jih izdeluje DFE Ultralights pod oznako DFE Ascender III. Zgradili so več kot 1396 primerkov.Ascender je bilo eno izmed najbolj vplivnih ultralahkih letal v zgodovini letalstva.

## Specifikacije(1979 model Pterodactyl Pfledge)
Splošne karakteristike
- Posadka: 1 pilot
- Dolžina: 11 ft 6 in (3,5 m)
- Razpon kril: 33 ft 0 in (10,15 m)
- Višina: 10 ft 6 in (3,2 m)
- Površina kril: 162 sq ft (15,3 m2)
- Teža praznega letala: 125 lb (56,7 kg)
- Uporaben tovor: 225 lb (102 kg)
- Maks. vzletna teža: 350 lb (159 kg)
- Pogon letala: 1 ×  Xenoah 242 dvotaktni motor, 16 KM (12 kW)

 Zmogljivost 
- Neprekoračljiva hitrost: 50 mph (80 km/h)
- Maks. hitrost: 50 mph (80 km/h)
- Potovalna hitrost: 45 mph (73 km/h)
- Hitrost porušitve vzgona: 17 mph (28 km/h)
- Doseg: 56 milj (91 km)
- Hitrost vzpenjanja: 300 ft/min (92 m/min)
- Obremenitev kril: 2,16 lb/sq ft (10,4 kg/sq m)
- Razmerje moč/teža: 21,9 lb/KM (0,075 kW/kg)